# John Birmingham
John Birmingham (Liverpool, 7 agosto 1964) è uno scrittore australiano.
Autore di romanzi quali E morì con un felafel in mano (pubblicato in Italia da Fandango Libri), da cui è stato tratto l'omonimo film, e Blocchi di fumo colorato (pubblicato da Dalai Editore).